# Carl Mannerfelt (geograf)

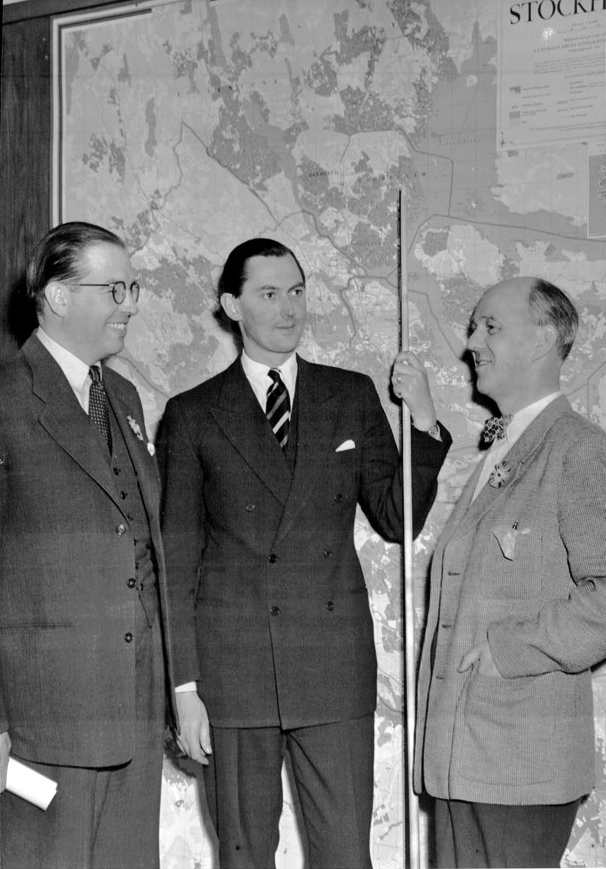
Carl Mannerfelt (mitten) tillsammans med kartredaktörerna Gösta Lundquist och Gösta Lundberg framför deras nypublicerade Stockholmskarta, 1951.

Carl Otto Göran Månsson Mannerfelt, född 10 april 1913 i Göteborg, död 10 september 2009, var en svensk geograf och företagsledare. Han var son till Måns Mannerfelt. 
Mannerfelt genomförde studieresor i Europa och USA samt deltog i den svensk-isländska Vatnajökullexpeditionen under Ahlmann 1936. Han blev filosofie licentiat 1940, filosofie doktor och docent i geografi vid Stockholms högskola 1945 samt tillförordnad professor där 1947. Mannerfelt blev  kartredaktör vid Esselte 1942, direktörsassistent vid Generalstabens litografiska anstalt 1949, chef för kartredaktionen vid Esselte 1950, disponent där 1951. Han var chef för Generalstabens litografiska anstalt 1959–1962, verkställande direktör och koncernchef för Esselte 1962–1974 och styrelseordförande där 1974–1983. Mannerfelt var styrelseledamot i Svenska sällskapet för antropologi och geografi från 1948 (ordförande 1960–1962, 1974–1976 och 1979–1980), i Skid- och friluftsfrämjandet 1942–1950, i Kungliga Automobilklubben 1953–1960, i Svenska Turistföreningen 1960–1965, i Kartografiska sällskapet 1952–1960 (ordförande 1955–1960), i International Cartographic Association 1959–1964, i Medelhavsmuseets vänner (ordförande 1975–1979), i Sveriges grafiska industriförbund 1962–1978 (ordförande 1964–1978), i Svenska boktryckareföreningen 1962–1978, i Grafiska institutet från 1964, i Sveriges industriförbund 1964–1984 och i International Master Printers Association 1963–1979. Han var styrelseledamot i Dynäs 1947–1966 (ordförande 1960–1966), i Svanö från 1947 (ordförande 1965–1983), i Skandinaviska enskilda banken 1973–1983, i Ratos 1974–1979, i börsstyrelsen 1973–1977, i Aktiv Placering 1974–1987, i Holmens bruk (ordförande 1979–1984), i Världsnaturfonden i Sverige från 1974 (ordförande 1980–1986) och i World Wildlife Foundation International från 1979. Mannerfelt redigerade geografiska publikationer, som tidskrifterna Ymer 1940–1954, samt kartor och atlaser. Han utgav skrifterna Några glacialmorfologiska formelement och deras vittnesbörd om inlandsisens avsmältning i svensk och norsk fjällterräng (doktorsavhandling 1945), Funderingar på en skogsstig (1977) samt ett flertal geografiska, geologiska, kartografiska, ekonomiska och reproduktionstekniska arbeten.
Mannerfelt var gift med Ebba Ekman (1918–2019), dotter till John Valdemar Ekman.